# Hasle Torv
Hasle Torv er et torv i kvarteret Hasle i bydelen Aarhus V. Torvet er dannet ved, at alle huse eller karréer op til torvet har et skråt eller afskåret hjørne. Pladsen er relativ lav med huse rundt om. Der ligger to boligblokke på torvet, som er de højeste byggerier, og de er med til at skabe et mere urbant rum. Ud til torvet ligger en række mindre butikker.
Tidligere hed Hasle Torv "Høje Hasle". En del af Høje Hasle's butikstorv ligger der stadig, men er ikke en del ad det nye torveprojekt. En del af handlen på Hasle Torv/Høje Hasle forsvandt med ruteomlægningen af bybusnettet, da det ikke længere er muligt at komme direkte til Hasle Torv fra Herredsvang, hvor der bor omkring 6000 mennesker (2012).
Selve pladsen der danner Hasle Torv er under en langvarig renovering. Den første etape bestod af flisebelægning, ny beplantning og flere bænke i det nordlige og største hjørne. Denne etape blev færdiggjort d. 18. november 2006.
Anden etape blev indviet 8. december 2012 med deltagelse af Kate Runge, Ango Winther, Hanne Vinter og repræsentanter for Hasle Fællesråd

## Renovering
Hasle Torv har igennem en årrække været igennem en massiv renovering. Byrådet vedtog i 2012 at afsætte 2,0 mio til renovering af Hasle Torv samt 4,0 mio til renovering af torvets belægning.   Denne renovering stod klar i 2014 og har ændret torvets udtryk markant. Fra at være et vejkryds har man nu med træer og ny belægning ændret området til at være et reelt torv. Denne renovering af torvet har givet et mere lyst torv med opholdspladser for private og forbipasserende. Sidste etape i renoveringen er det sydvestlige hjørne, som det endnu er uklart hvordan skal renoveres.

## Geografi
Hasle Torv er ikke en officielt adresse i Aarhus Kommune, forstået på den måde, at der ikke findes et vejnavn, der hedder "Hasle Torv". Torvet ligger ved husene Viborgvej 136, 142 og 144 samt Herredsvej 2-4. Men også Ryhavevej og Østrevej støder op til torvet.